# Citizen Kane
Pour les articles homonymes, voir Kane.
Pour plus de détails, voir Fiche technique et Distribution.
Citizen Kane, ou Citoyen Kane au Québec, est un film dramatique américain, réalisé par Orson Welles et sorti en 1941.
On le considère fréquemment comme le plus grand film de tous les temps, ou du moins, comme un des plus grands. C'est une des œuvres ayant eu la plus grande influence dans l'histoire du cinéma. 

## Genèse du projet
Citizen Kane est le premier film d'Orson Welles, qu'il a coécrit et coproduit, tout en y tenant le rôle-titre. Les acteurs viennent pour la plupart de sa troupe de théâtre, le Mercury Theatre (en).
Après le succès de celle-ci dans les théâtres de Broadway et après la radiodiffusion controversée de La Guerre des mondes en 1938, dans l'émission The Mercury Theatre on the Air (en), Welles est courtisé par Hollywood. Il signe un contrat en or avec la RKO Pictures en 1939. Alors qu'il n'a aucune expérience dans le cinéma, on l'autorise à mettre en scène son propre scénario, à choisir ses acteurs, et à avoir, chose très rare à l'époque, le dernier mot sur le montage final. Après deux tentatives infructueuses de lancer un projet, il écrit le scénario de Citizen Kane (en) avec Herman J. Mankiewicz.
Film quasi-biographique, Citizen Kane conte la vie de Charles Foster Kane, un personnage inspiré en partie par le magnat des journaux américains William Randolph Hearst (1863-1951), qui s'était réfugié dans un château, le Hearst Castle, à la fin de sa vie, comme Kane à Xanadu, ainsi que des hommes d'affaires Samuel Insull et Harold McCormick, et quelques aspects de la vie de Welles lui-même.
La carrière de Kane dans le monde de la presse quotidienne naît d'un idéalisme d'intégrité, mais évolue progressivement vers une accumulation sans limite de pouvoir et de richesse. La presque totalité de la narration est constituée de flashbacks racontés à un journaliste d'actualités cinématographiques qui cherche à résoudre le mystère du mot prononcé par le magnat juste avant de mourir : « Rosebud » (« bouton de rose »).

« Le public est seul juge. Kane est à la fois un idéaliste et un escroc, un très grand homme et un individu médiocre. Tout dépend de celui qui en parle. Il n'est jamais vu à travers l'œil objectif d'un auteur. Le but du film réside d'ailleurs plus dans la présentation du problème que dans sa solution[réf. nécessaire]. »

— Orson Welles

## Synopsis

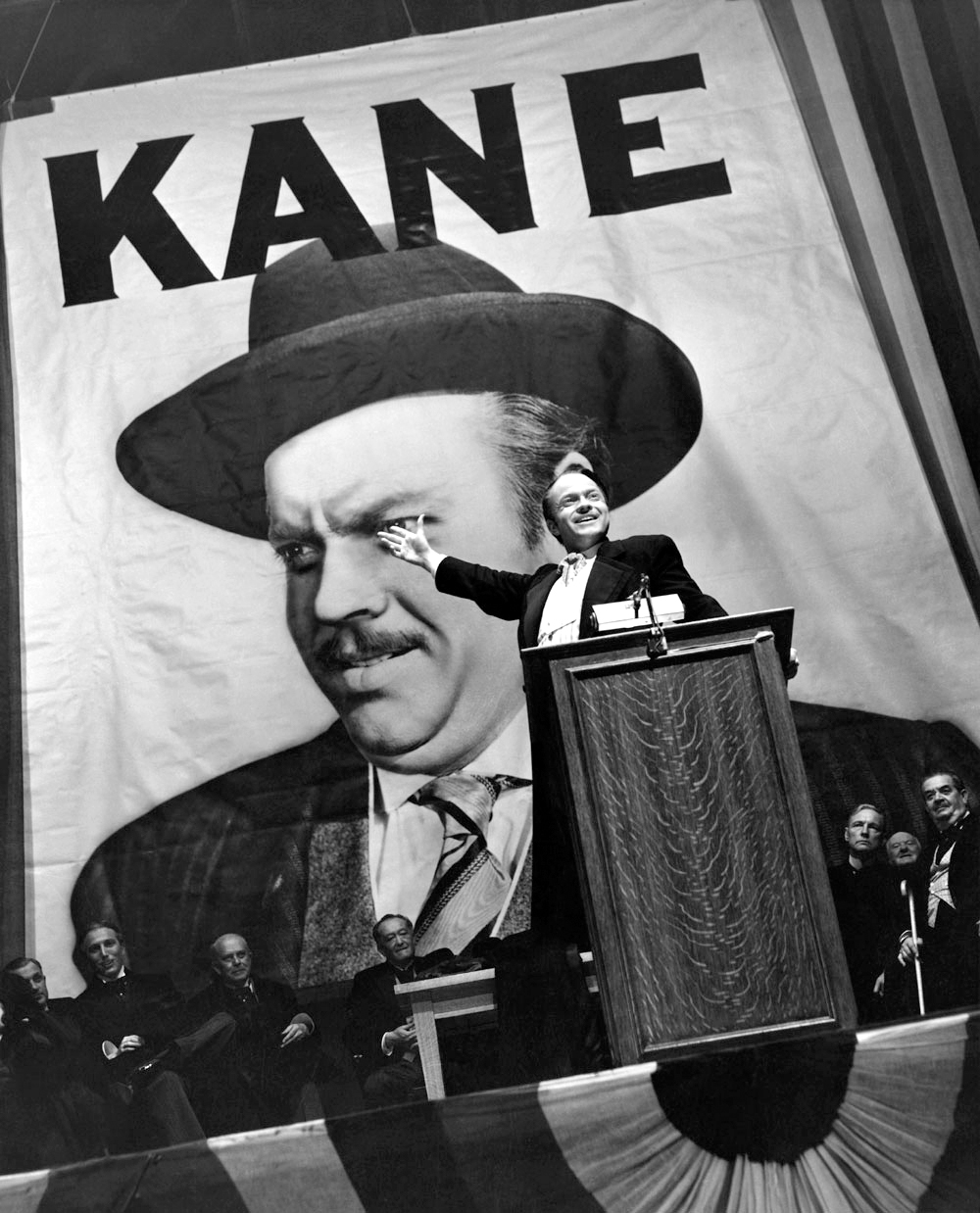
Kane, favori pour le poste de gouverneur, tient son discours de campagne.

Au début des années 1940, Charles Foster Kane meurt dans son manoir de Xanadu, vaste domaine palatial de Floride, en prononçant dans un dernier souffle « rosebud » (bouton de rose) et en laissant échapper de ses mains une boule à neige. Une nécrologie en forme d'actualités cinématographiques raconte l'histoire de la vie de Kane, un éditeur de journaux extrêmement riche. La mort de Kane fait sensation dans le monde entier et le journaliste Jerry Thompson a pour mission de découvrir le sens du mot « Rosebud ». Est-ce un lieu caché ou le surnom d'une femme ? Pour percer le mystère, Thompson va rencontrer tous ceux qui ont connu Kane, amis et associés qui, tous, sont devenus des vieillards. Ces interviews sont accompagnées à chaque fois de flashbacks qui lèvent toujours un peu plus le voile sur sa vie.
Jerry Thomson tente d'approcher Susan Alexander Kane, aujourd'hui devenue alcoolique, qui gère sa propre discothèque, El Rancho. Mais elle refuse de lui parler. Le journaliste se rend alors aux archives privées du défunt banquier Walter Parks Thatcher. À travers les mémoires écrits de Thatcher, on apprend que l'enfance de Charles Foster Kane a débuté dans la pauvreté dans le Colorado. En 1871, après la découverte d'une mine d'or sur sa propriété, sa mère, Mary Kane, l'envoie vivre chez Thatcher, qui dirige une banque, afin qu'il soit correctement éduqué et qu'il gère la toute récente fortune familiale. Elle veut éloigner son fils car elle pense que le père de Charles pourrait être violent avec lui. Alors que Thatcher et les parents de Charles discutent des modalités à l'intérieur de la maison, dont notamment le fait qu'il touche à 25 ans le capital mis de côté par la banque, le jeune garçon joue avec bonheur avec une luge dans la neige devant leur pension de famille. Mais lorsqu'il apprend qu'il doit partir vivre avec Thatcher sans sa mère, Charles proteste. Furieux de quitter les siens pour vivre avec un homme qu'il ne connaît pas, il frappe Thatcher avec sa luge et tente de s'échapper.

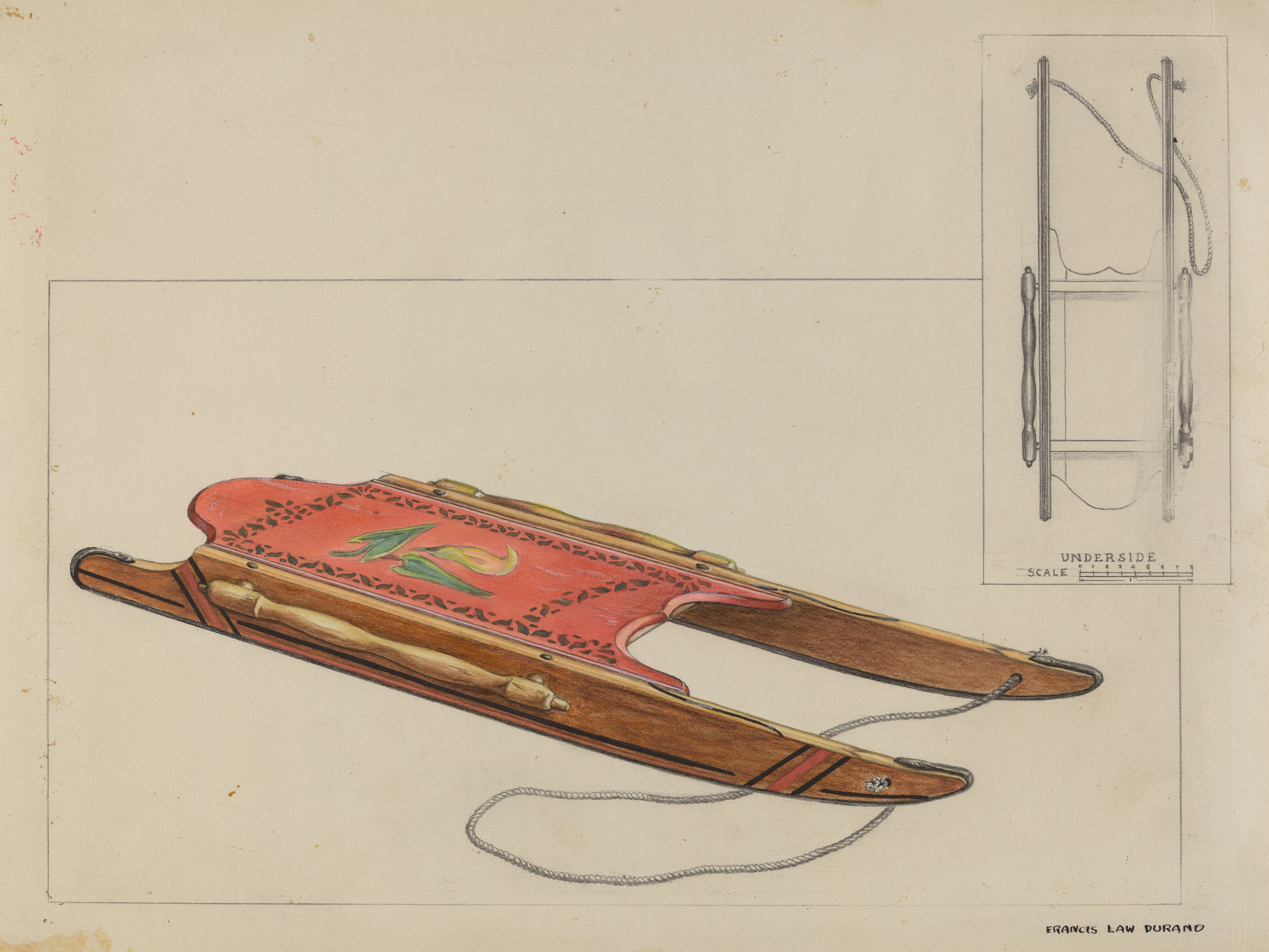
Luge d'enfant semblable à celle du jeune Charles.

Devenu un grand magnat de la presse, il épouse la nièce du président des États-Unis et espère faire une carrière politique, carrière qui s'interrompt lorsque l'on apprend qu'il trompe sa femme avec Susan, une cantatrice sans talent dont il essaye en vain de faire une diva. Sa conjointe demande le divorce et Kane se remarie alors avec Susan, qui le quitte par la suite. Kane finit par mourir seul dans son immense manoir inachevé.
Chaque témoin qui l'a côtoyé – comme Thatcher, M. Bernstein, Jedediah Leland, Susan Alexander Kane, et son majordome – a une perception bien particulière du personnage, souvent très différente de celle des autres : les récits, même entrecroisés, ne font qu'éclairer certains aspects du caractère difficile de Charles Foster Kane sans pour autant expliquer l'énigmatique « Rosebud ».
De retour à Xanadu, les affaires de Charles Foster Kane sont cataloguées ou jetées. Jerry Thompson conclut qu'il est incapable de résoudre le mystère et que la signification du dernier mot de Charles restera à jamais une énigme. À la fin du film, la caméra révèle au spectateur que « Rosebud » est en fait la marque de la luge sur laquelle jouait Kane, le jour où il est emmené loin de chez lui. La luge est brûlée par le personnel du manoir, avec d'autres choses encombrant son palais, ce dernier l'ayant rempli de multiples objets et œuvres d'art au fil des années, dans sa fièvre de collectionneur.

## Fiche technique
- Titre original : Citizen Kane
- Titre québécois : Citoyen Kane
- Réalisation : Orson Welles
  - Assistant de réalisation : LLoyd Richards
- Scénario : Herman J. Mankiewicz et Orson Welles
- Musique : Bernard Herrmann
- Photographie : Gregg Toland et Harry J. Wild (scènes additionnelles, non crédité)
- Montage : Mark Robson et Robert Wise
- Son : Bailey Fesler et James G. Stewart
- Direction artistique : Van Nest Polglase et Perry Ferguson
- Décors de plateau : Darrell Silvera (non crédité)
- Costumes : Edward Stevenson
- Effets spéciaux : Vernon L. Walker
- Affiche : William Rose
- Production : Orson Welles
- Sociétés de production : Mercury Theatre (en) et RKO Pictures
- Société de distribution : RKO Pictures
- Budget : 686 033 $[2] (soit un peu plus de 11 millions de dollars de 2015)
- Pays de production :  États-Unis
- Langue originale : anglais
- Tournage : studios de la RKO à Hollywood (Californie), du 29 juin 1940 au 23 octobre 1940[3]
- Format : noir et blanc - 1,37:1[4] - mono (RCA Sound System)- 35 mm[4]
- Genre : drame
- Durée : 119 minutes
- Dates de sortie[5] :
  - États-Unis : 1er mai 1941 (première mondiale à New York) ; 6 mai 1941 (première à Chicago) ; 8 mai 1941 (première à Los Angeles) ; 5 septembre 1941 (sortie nationale) ; 1er mai 1991 (ressortie)
  - Royaume-Uni : 24 janvier 1942
  - France : 3 juillet 1946 ; 20 mars 2002 (ressortie)
  - Belgique : 5 février 1948
- Box-office :
  - France : 867 840 entrées

## Distribution
- Orson Welles : Charles Foster Kane
- Buddy Swan : Charlie Kane à 8 ans
- Joseph Cotten : Jedediah Leland
- Dorothy Comingore : Susan Alexander, seconde épouse de Kane
- Agnes Moorehead : Mary, la mère de Kane
- Ruth Warrick : Emily Monroe Norton, première épouse de Kane
- Ray Collins : James W. Gettys
- Erskine Sanford : Herbert Carter
- Everett Sloane : Mr. Bernstein
- William Alland : Jerry Thompson
- Paul Stewart : Raymond, le majordome de Kane
- George Coulouris : Walter Parks Thatcher, le tuteur de Charlie Kane
- Fortunio Bonanova : Matiste
- Gus Schilling : le maître d'hôtel
- Philip Van Zandt : Mr. Rawlston
- Georgia Backus : Miss Anderson
- Harry Shannon : le père de Kane, aubergiste dans le Colorado
- Sonny Bupp : le fils de Kane
- Arthur Yeoman : voix du speaker de News on the March

Parmi les acteurs non crédités :
- Charles Bennett : un artiste
- Gino Corrado : Gino
- Alan Ladd : un reporter fumant la pipe
- Walter Sande : un reporter à Xanadu
- Roland Winters : un reporter à Trenton Town Hall

Principaux acteurs
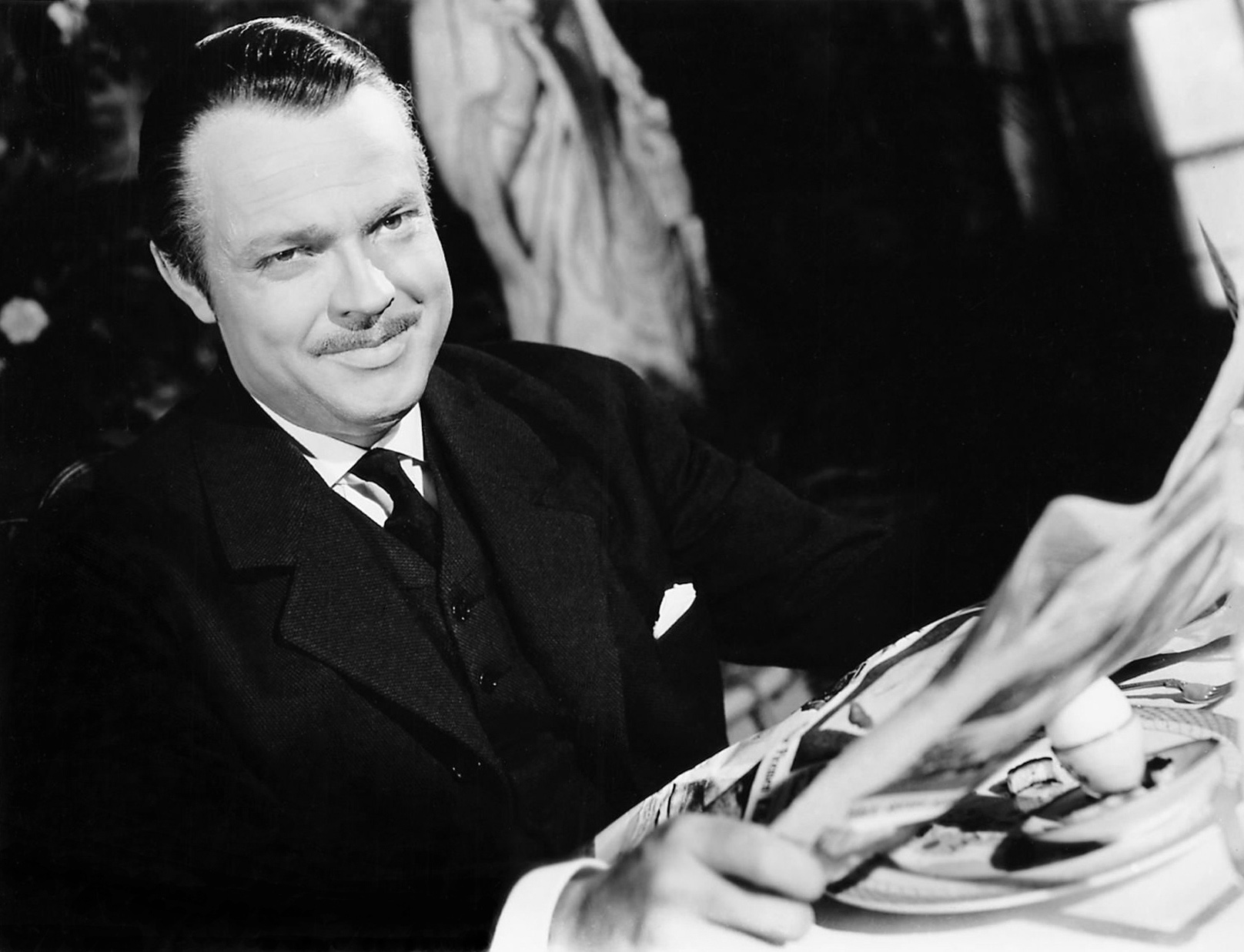
Orson Welles.
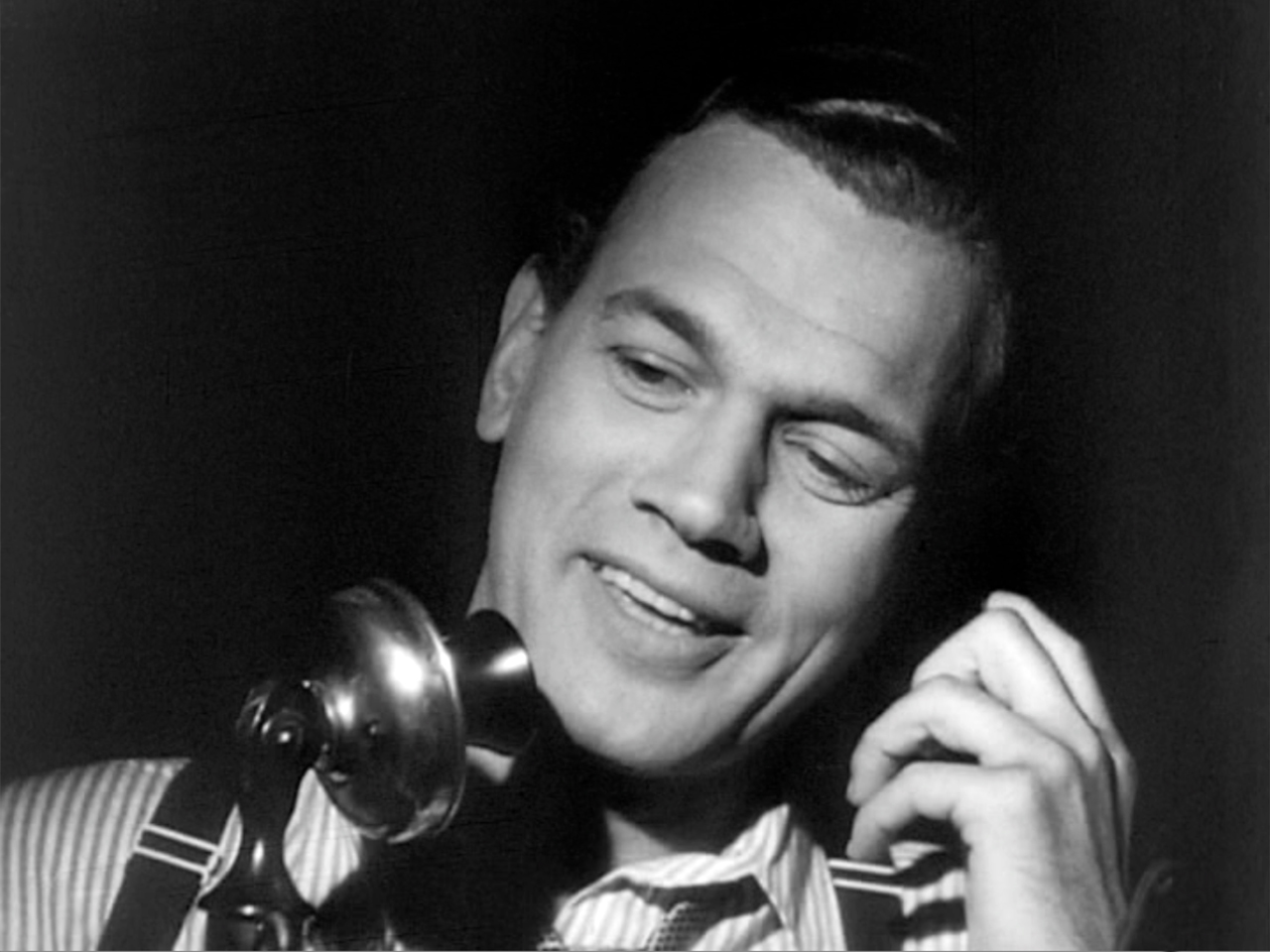
Joseph Cotten.
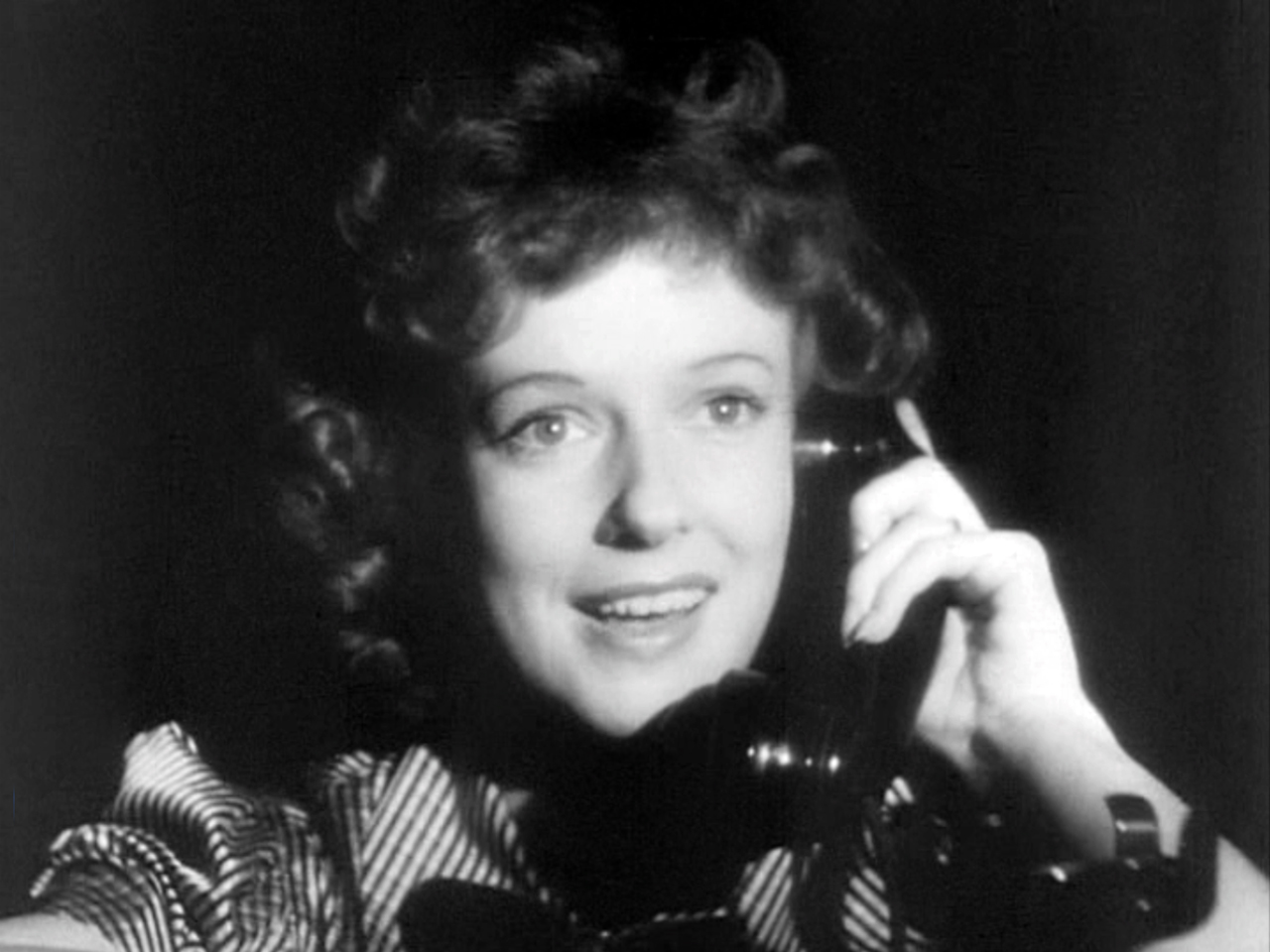
Dorothy Comingore.
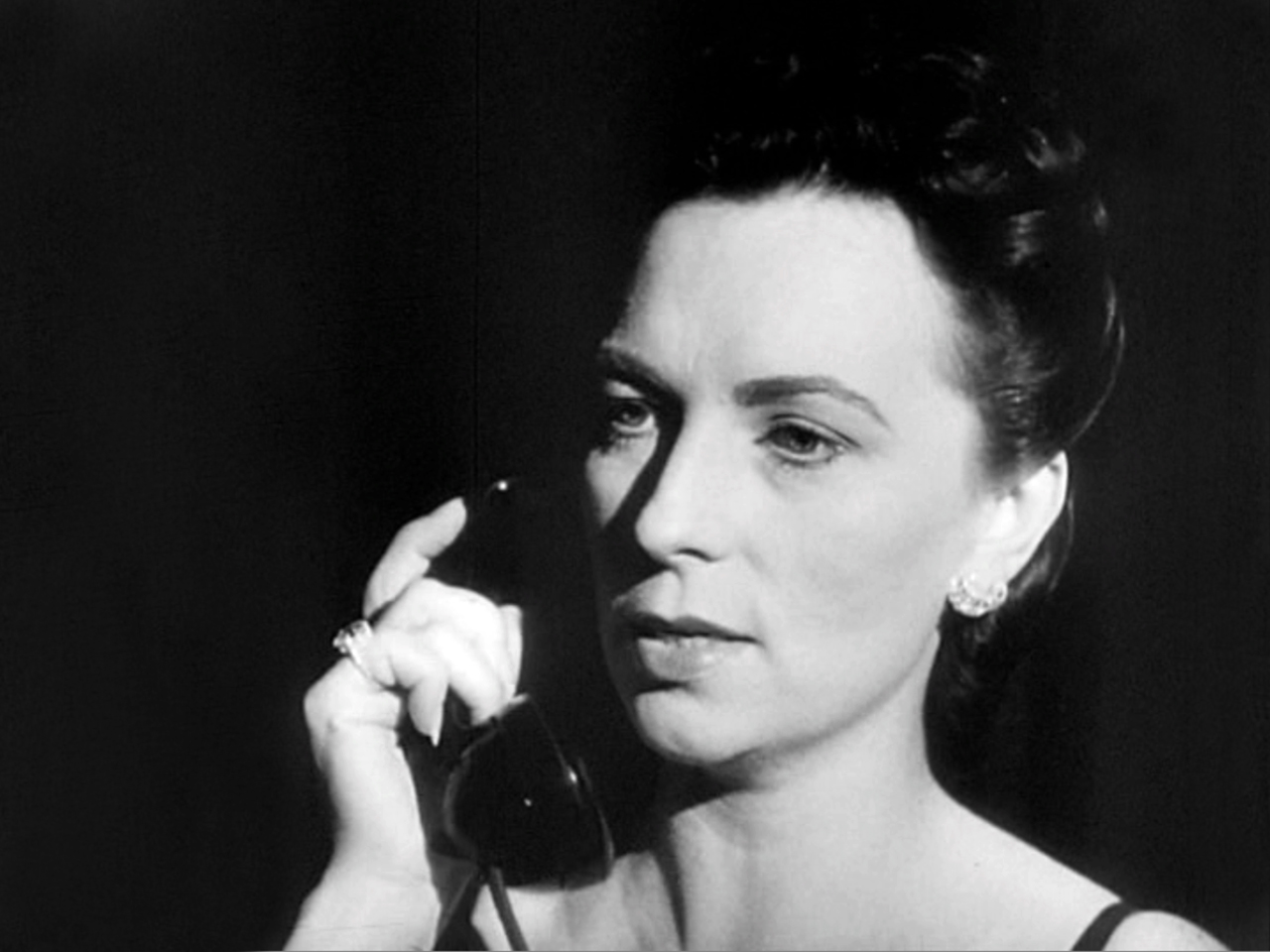
Agnes Moorehead.
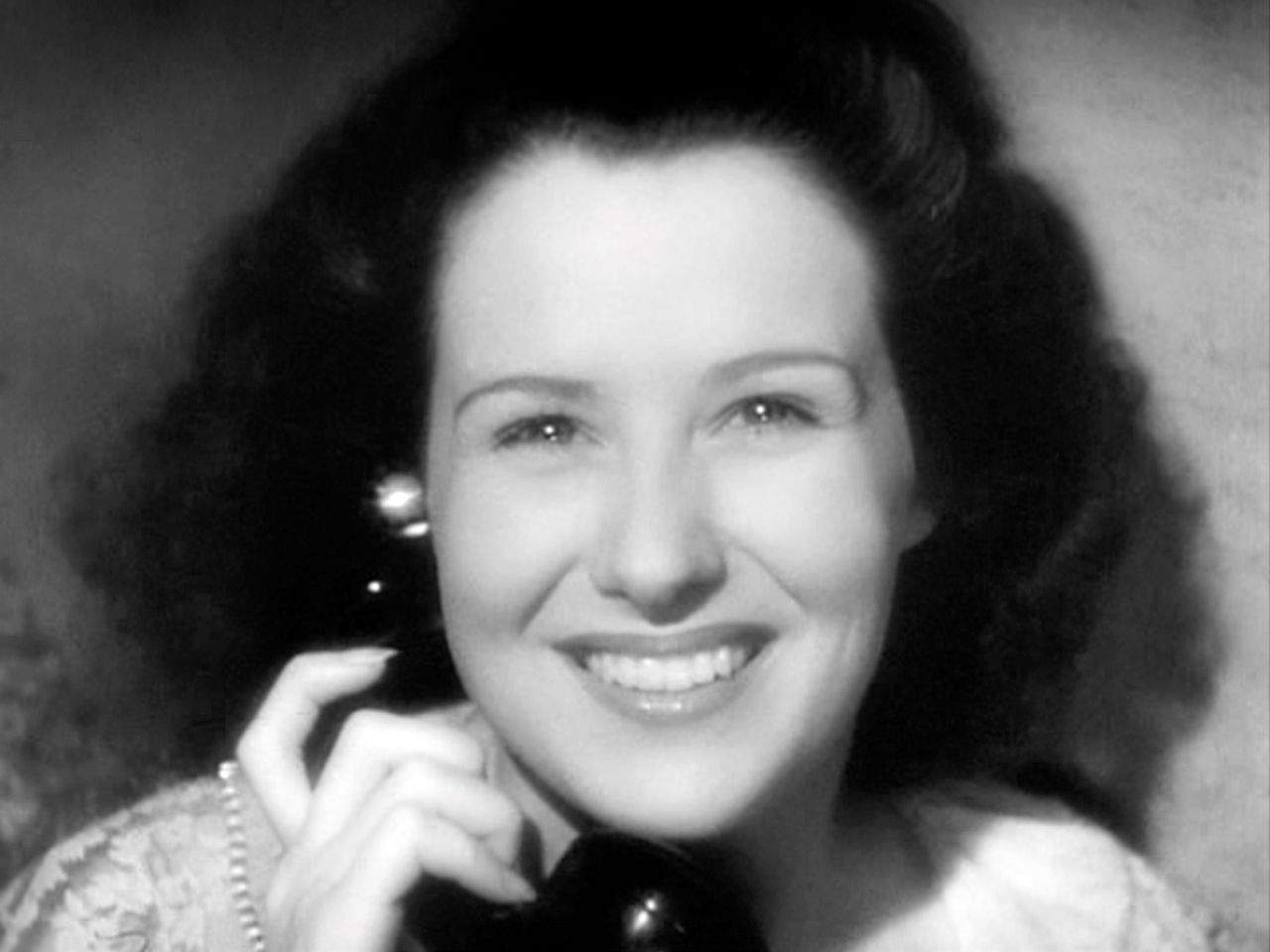
Ruth Warrick.
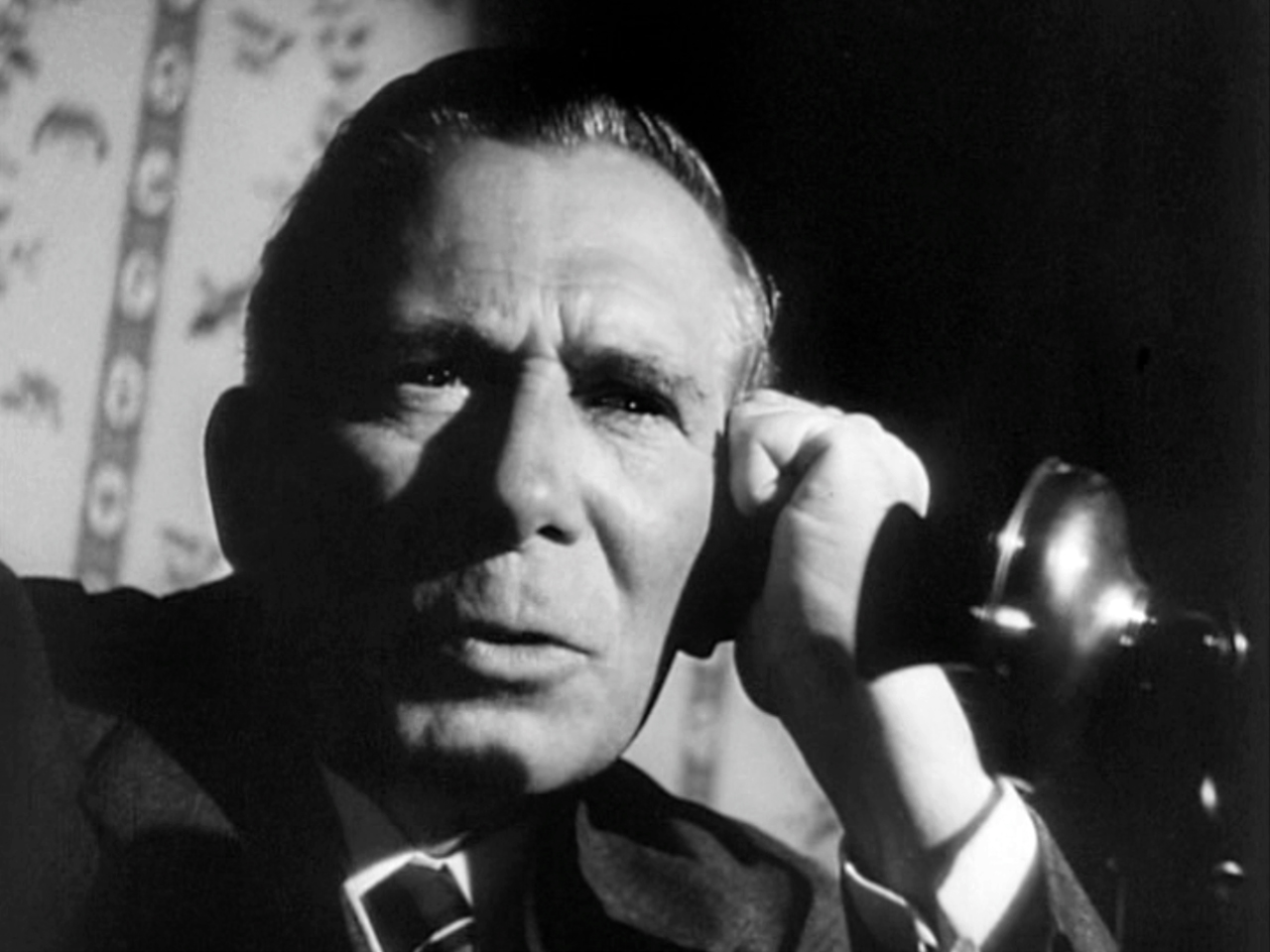
Ray Collins.
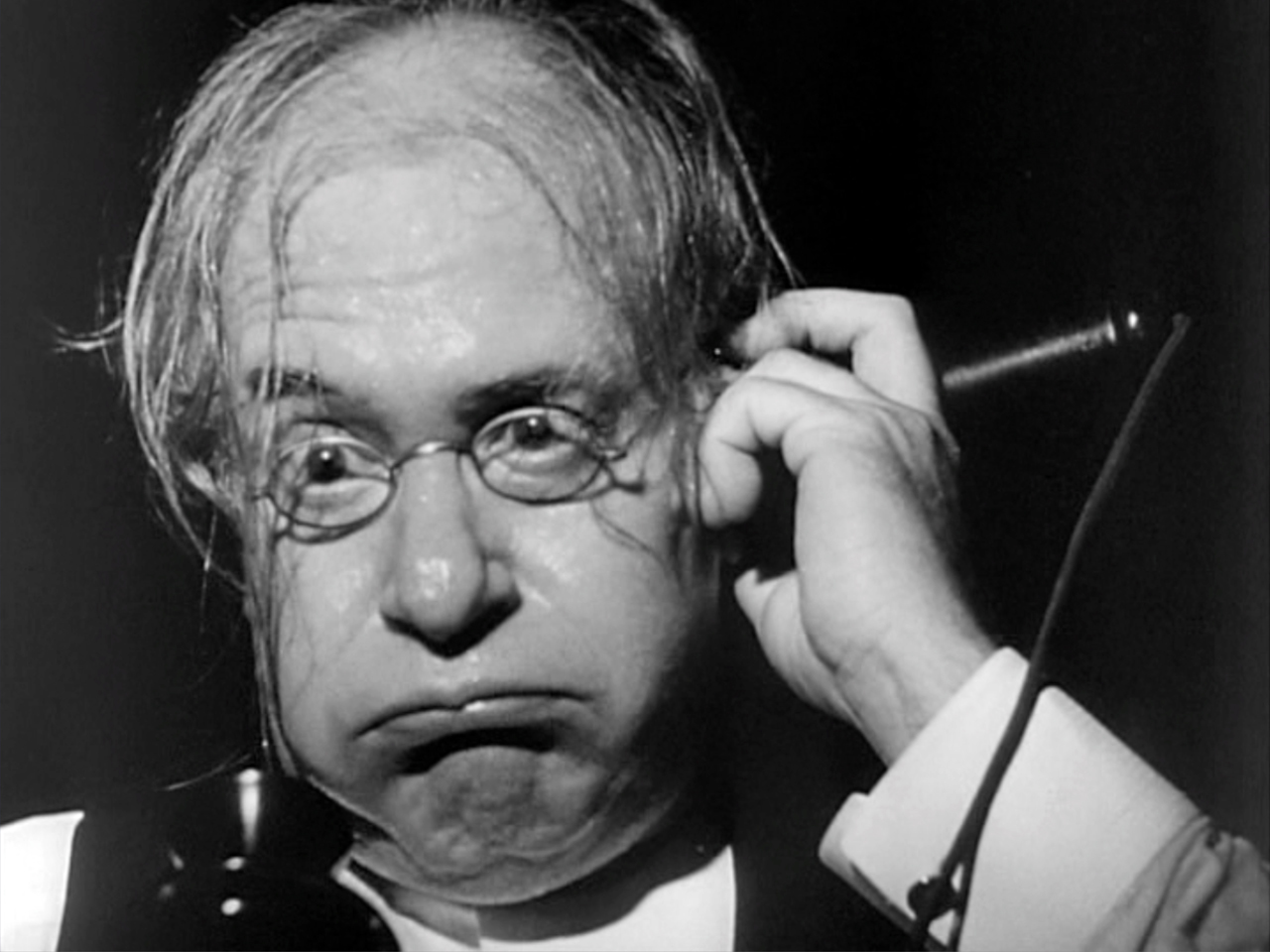
Erskine Sanford.
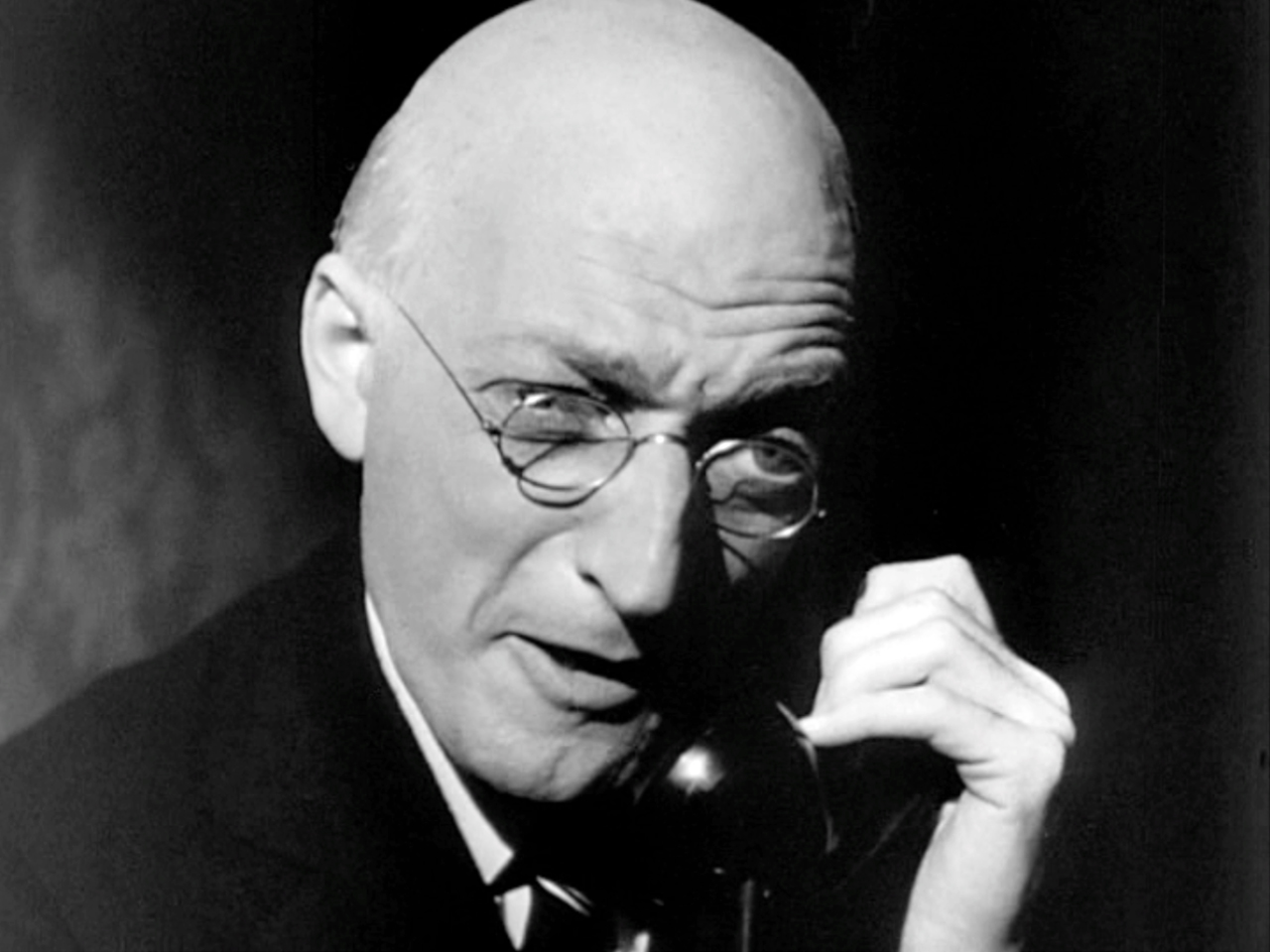
Everett Sloane.
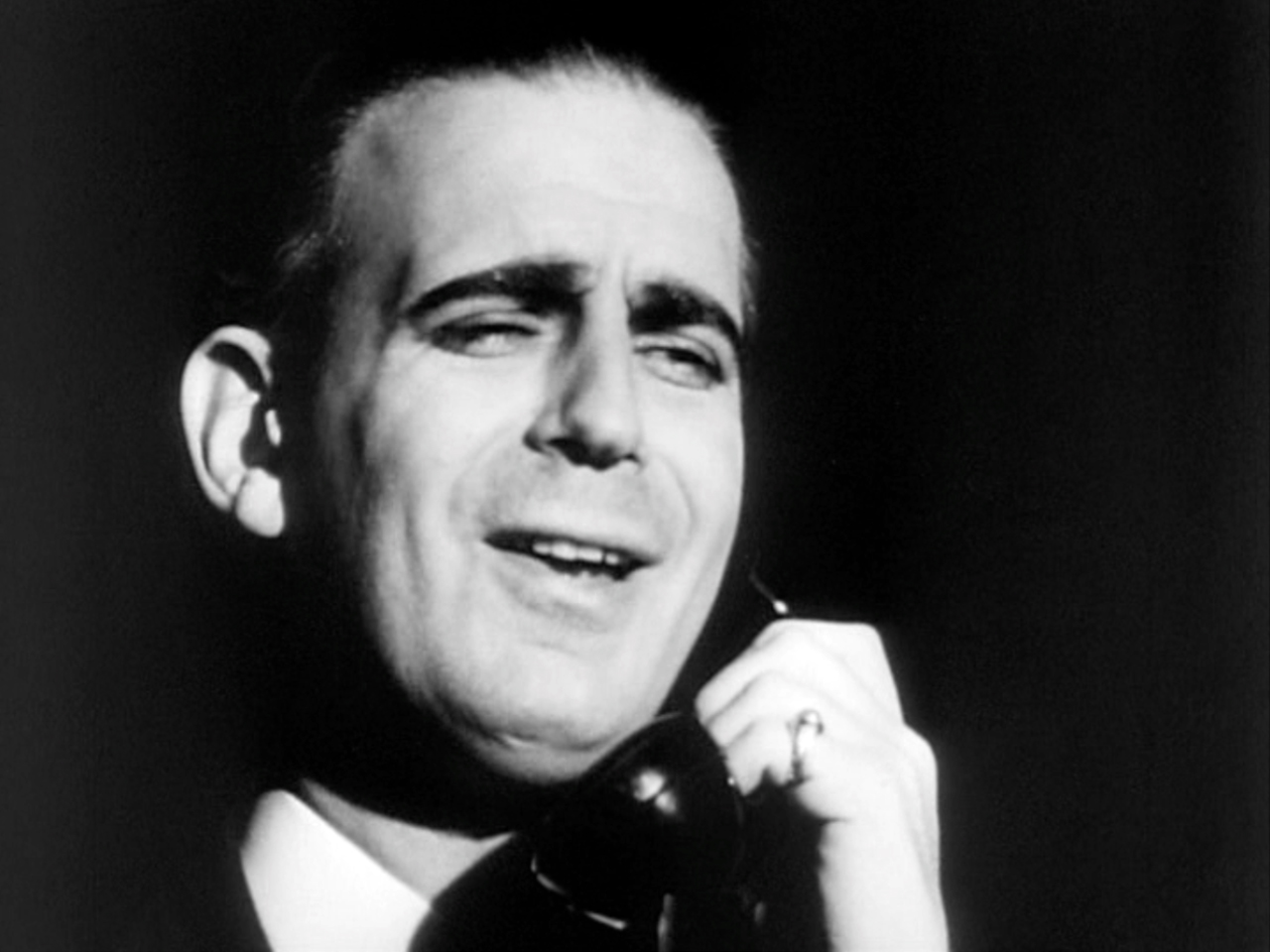
Paul Stewart.
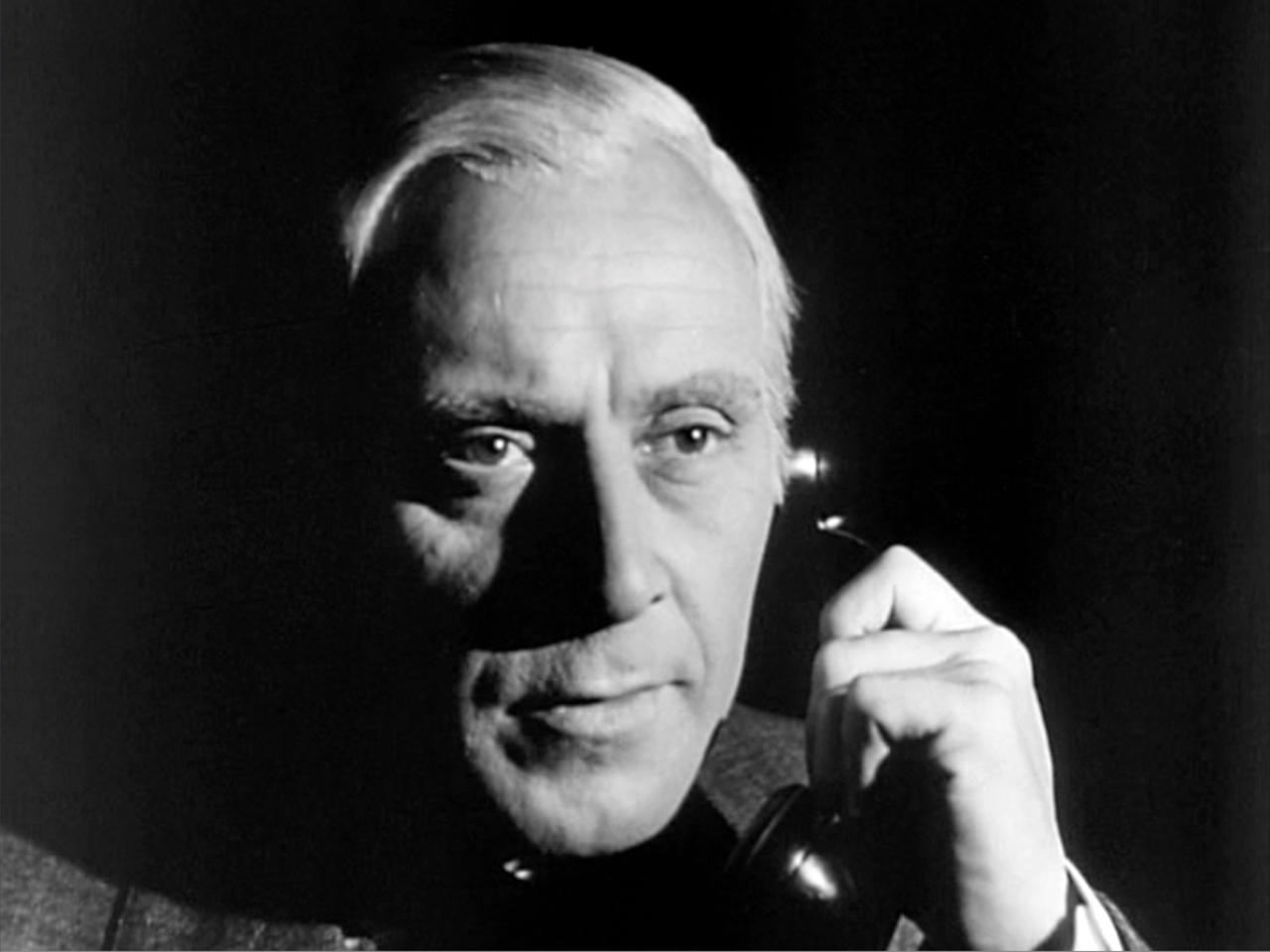
George Coulouris.

## Analyse
Le 30 octobre 1938, quelques « millions d’Américains se crurent en guerre avec les Martiens par la faute d’une émission de radio trop ingénieuse (La Guerre des mondes). Elle rendit célèbre son auteur, Orson Welles qui,  dès la nurserie, avait attiré par sa précocité l’attention des psychologues… La RKO proposa un contrat à cet homme hors série… En arrivant à Hollywood à l’heure où la guerre se déchaînait en Europe, le jeune prodige s’écriait devant le studio mis à sa disposition : « Voilà le plus beau jouet mécanique qu’on peut offrir à un enfant » ».
À vingt-cinq ans, Orson Welles ne voulait pas suivre le chemin de ses aînés. « Influencé par la technique littéraire et ses propres réalisations radiophoniques (il) désarticula la chronologie de l’histoire, qui fut contée par plusieurs témoins. »

### Une chronologie désarticulée
Le flashback, technique importée de la littérature et employée pour la première fois au cinéma par le Français Ferdinand Zecca pour son film Histoire d'un crime, réalisé en 1901, est par la suite très couramment utilisée dans les films muets, ... « à tel point que les producteurs s’inquiètent… On [lui] reproche d’interrompre le « flot narratif », « le spectateur passe tout son temps à tenter de mettre de l’ordre dans les faits rapportés ». »
Le principe qui consiste à raconter la vie de Kane seulement à travers les souvenirs de multiples témoins se trouve déjà dans un roman, I Am Jonathan Scrivener de Claude Houghton publié en 1930 : Bernard Herrmann suggéra dans un entretien qu'il a sans doute inspiré Welles et son scénariste,.
Quand Orson Welles et son scénariste Herman J. Mankiewicz décident de raconter la vie de Charles Foster Kane sous la forme de plusieurs flashbacks, ce procédé de narration est devenu rare car le public ne s’y est pas encore aguerri. Cependant, afin de ne pas égarer le spectateur, le réalisateur dispose au début du film une sorte de « sommaire » qui résume la vie de Kane sous la forme d’actualités, News on the march, retraçant « avec des plans d’archives toute la vie du magnat de la presse, mêlée à l’histoire des USA. Elles nous donnent à voir de nombreux épisodes de la vie d’un homme aux multiples facettes, que certains de ses ennemis accusent d’être fasciste tandis que d’autres le déclarent communiste, alors que lui-même se définit comme un Américain. Mais qu’est-ce qu’un Américain ? Le commentaire de cette nécrologie filmée est volontairement écrit dans un style emphatique et mondain qui, en fin de compte, ne dévoile rien sur le personnage, sinon des évidences et des ragots. »
Les deux scénaristes, poussés par leur désir de renouvellement du récit filmique, se permettent aussi une invraisemblance dès le début du film, avec le célèbre « rosebud » (bouton de rose), murmuré par Kane sur son lit de mort et rapporté aux oreilles de la presse. Mais qui a pu entendre ce dernier mot ? L’infirmière de garde n’intervient qu’après sa mort. Quand la boule à neige qu’il tenait à la main s’est brisée en tombant, sur les débris de verre apparaît le reflet de cette femme entrant dans la chambre. Elle n’a donc pas pu entendre le dernier mot de Kane et le communiquer aux journalistes. Le seul qui l'a entendu, c’est le public, et c’est suffisant pour camoufler cette manipulation qui aurait pu s’avérer hasardeuse et choquante. « C’est d’ailleurs pourquoi nous ne souffrons pas de l’illogisme apparent du point de départ du film, le fameux dernier mot de Kane, rosebud, que personne n’a pu entendre puisque l’infirmière n’était pas encore entrée dans la chambre lorsqu’il a été prononcé. Ce mot lâché in extremis mais répété par qui ? justifie l’enquête de la presse. Personne n’a pu l’entendre et le reprendre, si ce ne sont les spectateurs, car en mourant, Kane leur a confié son secret par un gros plan de sa bouche, leur donnant ce rôle exceptionnel de témoin privilégié. »
Cette invitation à croire tout ce que raconte un film, c’est le miracle qui a fait écrire par le critique André Bazin, que « le cinéma se déroule dans un espace imaginaire qui appelle la participation et l’identification. » Appliquée au film de Welles, cette vérité rappelle que le spectateur est entraîné par la force du récit cinématographique, il veut lui aussi savoir ce que signifie rosebud, il est prêt à suivre l’enquête sur les pas du journaliste et il ne lui viendrait pas à l’esprit de se demander comment rosebud a pu arriver aux oreilles de la presse.
Les spectateurs sont ainsi installés dès le début dans une relation confidentielle avec les auteurs, qui se bouclera à la fin du film quand ils seront à nouveau les seuls témoins de la destruction par les flammes de la luge, que le jeune Charles Kane avait baptisée rosebud. Throw that junk ! (« Jette cette saloperie ! »), ordonne à l’ouvrier le majordome qui supervise le passage au crématoire des objets sans valeur que contient Xanadu, après avoir emballé et mis en caisse soigneusement les objets de collection qu’y avait entassés le milliardaire. Le secret sentimental de Kane part en fumée, mais le spectateur est récompensé par le fait qu’il a compris la signification de rosebud juste à temps.
« Citizen Kane, avec sa construction éclatée, reste d’une parfaite unité parce qu’il est entièrement centré sur le personnage principal. À la fin du film, si le journaliste est mis en échec, le spectateur, lui, a compris que rosebud symbolise l’enfance et l’innocence qui ont été volées à Kane quand sa mère l’a confié à la banque. L’explication de la mort sinistre et solitaire du milliardaire, le mystère de ce parcours de la cime à l’abîme, la raison de cette toute puissance et de cette tendance à l’autodestruction se trouvent dans son enfance symbolisée par la luge ensevelie sous la neige devant l’auberge de sa mère tandis que siffle le train qui emmène le jeune Charles à New York. »

### Renouvellement de vieux procédés
Orson Welles ne s’en tient pas aux flashbacks systématiques, il remet en valeur d’autres procédés déjà connus mais peu utilisés. « Le metteur en scène accumulait les innovations techniques : photographies en clair-obscur, décors plafonnés, emploi systématique de la profondeur de champ, travellings démesurés, recherches sonores, etc. Ces effets reprenaient pour la plupart des modes ou des procédés anciens, tirés des classiques et intelligemment assimilés. »

#### Profondeur de champ
Les premiers films du cinéma, ceux qu’a tournés en 1891 William Kennedy Laurie Dickson, sous la direction de Thomas Edison, sont tous cadrés selon le point de vue du spectateur de théâtre ou de music-hall, c’est-à-dire de face, perpendiculairement à leur déplacement sur la scène qui était située dans le premier studio de cinéma, le Black Maria. Mais en 1895, Louis Lumière, fort de l’expérience de photographe à succès que lui a léguée son père, Antoine Lumière, et poussé par son talent personnel, tourna en adoptant un point de vue plus subtil : la diagonale du champ, qui utilisait une caractéristique des objectifs de l’époque : une grande profondeur de champ, c’est-à-dire une netteté de l’image des objets situés entre la caméra et le sujet filmé, autant que de ceux qui se trouvaient derrière le sujet. Mieux que quiconque, Louis Lumière 
Avec certaines séquences tournées en un seul plan fixe, Welles supprime la possibilité de montage offerte par le découpage d’une séquence en plusieurs plans, mais, à l’image du film de Louis Lumière dont les spectateurs étaient admiratifs de découvrir les détails (le jeune et son baluchon, les dames et leurs capelines, le chef de gare et les employés au travail…), il augmente considérablement la réalité de la séquence, ou du moins son réalisme de représentation. « La notoriété de Citizen Kane ne saurait être surfaite. Grâce à la profondeur de champ, des scènes entières sont traitées en une seule prise de vue, la caméra restant même immobile. Les effets dramatiques, demandés antérieurement au montage, naissent tous ici du déplacement des acteurs dans le cadrage choisi une fois pour toutes. »

#### Plongées et contreplongées
On peut lire dans certains traités théoriques sur le langage filmique, des définitions et des utilisations de la plongée, par exemple que « à la moitié de Citizen Kane, devant un portrait gigantesque de lui-même, Charles Foster Kane fait un discours dans un théâtre en vue des élections. L’homme, debout derrière un pupitre, est étonnamment et majoritairement filmé en plongée. Il semble ainsi comme écrasé par son image… » et aussi de la contreplongée : « La séquence de Citizen Kane où Charles Foster Kane rédige sa profession de foi » est filmée en « contreplongée qui, à l’évidence, a été utilisée pour magnifier ce personnage… »
Dans Citizen Kane :
« Les contreplongées de Citizen Kane renforcent… l’impression de puissance du magnat de la presse, mais en même temps elles l’enferment sous les plafonds de son empire et montrent comment une contreplongée peut restreindre la liberté d’un personnage. Avant Citizen Kane, les cinéastes utilisaient les plafonds pour des raisons esthétiques, avec des maquettes qu’on plaçait devant la caméra, à courte distance de l’objectif, on réglait sa position pour qu’elle raccorde avec les quelques éléments construits sur le plateau et devant lesquels les comédiens pouvaient évoluer… Le comédien n’avait au-dessus de sa tête que les passerelles et les projecteurs du studio. En revanche, dans Citizen Kane, les comédiens jouaient certaines séquences avec un vrai plafond qui les dominait et ils en ressentaient une impression d’enfermement psychologique, ou d’isolement. »

## Distinctions
Citizen Kane est nommé aux Oscars de 1942 dans neuf catégories, mais ne remporte que celui du meilleur scénario original.

### Récompense
- Oscar du meilleur scénario original pour Herman J. Mankiewicz et Orson Welles

### Nominations
- Oscar du meilleur film (produit par Mercury)
- Oscar du meilleur réalisateur pour Orson Welles
- Oscar du meilleur acteur pour Orson Welles
- Oscar de la meilleure direction artistique pour un film en noir et blanc
- Oscar de la meilleure photographie pour Gregg Toland
- Oscar du meilleur montage pour Robert Wise
- Oscar du meilleur mixage de son pour John O. Aalberg
- Oscar de la meilleure musique de film (film dramatique) pour Bernard Herrmann

## Accueil critique et postérité

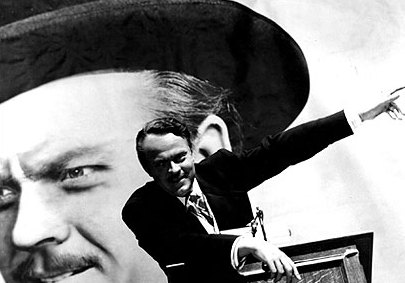
Kane en campagne électorale.

Tandis qu'il est un succès critique, Citizen Kane ne parvient cependant pas à être rentable dans les salles. Hearst essaye de le faire interdire ; il aurait proposé 842 000 $ pour acheter le film et ses négatifs qu'il voulait détruire (soit la totalité du coût du tournage + 20%). N'obtenant pas satisfaction, il interdit de parler du film dans ses journaux. Celui-ci disparaît rapidement de l'affiche.
Il réémerge grâce à la reconnaissance de critiques comme le Français André Bazin et ressort aux États-Unis en 1956.
Mais le film a marqué l'histoire du cinéma par ses innovations cinématographiques, musicales et narratives, considérées comme des références.

### Reconnaissance
Considéré comme le meilleur film de tous les temps par de nombreux critiques, cinéastes et cinéphiles, il est classé no 1, depuis 1962, dans cinq sondages consécutifs de la revue Sight and Sound du British Film Institute. Tous les dix ans, un palmarès des 10 meilleurs films de l'histoire est en effet publié dans cette revue britannique de cinéma, réalisé par sondage auprès d'un panel de critiques internationaux. Citizen Kane reste en tête de ce palmarès jusqu'en 2012, date à laquelle il est détrôné par Sueurs froides d'Alfred Hitchcock. Il se classe également en tête du AFI's 100 Years...100 Movies de l'American Film Institute en 1997, ainsi que lors de sa réactualisation de 2007.
- Récapitulatif 
  - National Film Registry 1989 : sélectionné et conservé à la bibliothèque du Congrès à Washington.
  - Élu « Meilleur film de tous les temps » en 2002 par 108 réalisateurs et 144 critiques internationaux consultés par la revue britannique Sight and Sound du British Film Institute.
  - Élu « Meilleur film américain de tous les temps » en 1997 et 2007 par l'American Film Institute[21].